# Eric Schneider (pianiste)
Pour les articles homonymes, voir Eric Schneider et Schneider.
Eric Schneider (né en 1963 dans le Pays de Berg) est un pianiste allemand.

## Biographie
Eric Schneider est le plus jeune d'une famille de quatre enfants. Il reçoit ses premières leçons de piano dès cinq ans. Il est le petit-fils de l'écrivain allemand Albrecht Schaeffer, émigré aux États-Unis en 1938. Après l'école secondaire, Schneider étudie les mathématiques et le piano à la Hochschule für Musik de Cologne. Après des concours et des concerts soliste, il se consacre à la mélodie. Diplômé en interprétation du chant auprès d'Hartmut Höll ainsi que des études de direction avec Rolf Reuter. Les chanteurs Elisabeth Schwarzkopf et Dietrich Fischer-Dieskau sont ses mentors et modèles. En outre, il prend des cours de théâtre et enseigne successivement dans diverses universités.
Il a une intense collaboration avec des chanteurs tels que Christiane Oelze, Christine Schäfer, Stephan Genz, Matthias Goerne et Anna Prohaska. En tant que pianiste Lied il a été entendu dans le monde entier. En 2009, il est nommé professeur de chant du répertoire du lied à l'université des arts de Berlin.

## Discographie
- Schubert, Winterreise - Christine Schäfer, soprano (2006, Onyx)
- Schumann, Liederkreis op. 39 ; Gedichte op. 35 - Matthias Goerne, baryton (1999, Decca 460 797-2)